# Güira de Melena
Güira de Melena är en ort i Kuba.   Den ligger i provinsen Artemisa, i den västra delen av landet, 40 km söder om huvudstaden Havanna. Güira de Melena ligger 18 meter över havet och antalet invånare är 69 879.
Terrängen runt Güira de Melena är platt, och sluttar söderut. Runt Güira de Melena är det ganska tätbefolkat, med 192 invånare per kvadratkilometer. Güira de Melena är det största samhället i trakten. Omgivningarna runt Güira de Melena är en mosaik av jordbruksmark och naturlig växtlighet.